# Калинівська сільська рада (Коростенський район)
Калинівська сільська рада (до 1960 року — Новобогушівська сільська рада) — колишня адміністративно-територіальна одиниця та орган місцевого самоврядування у Коростенському (Ушомирському) районі й Коростенській міській раді Коростенської і Волинської округ, Київської і Житомирської областей Української РСР та України з адміністративним центром у с. Калинівка.

## Населені пункти
Сільській раді були підпорядковані населені пункти:
- с. Калинівка
- с. Красногірка
- с. Мошківка
- с. Вишневе

## Населення
Кількість населення ради, станом на 1923 рік, становила 1 020 осіб, кількість дворів — 121.
Відповідно до результатів перепису населення СРСР, кількість населення ради, станом на 12 січня 1989 року, становила 514 осіб.
Станом на 5 грудня 2001 року, відповідно до перепису населення України, кількість мешканців сільської ради становила 310 осіб.

## Склад ради
Рада складалася з 12 депутатів та голови.

## Керівний склад сільської ради
| ПІБ                           | Основні відомості                                                               | Дата обрання | Дата звільнення |
| ----------------------------- | ------------------------------------------------------------------------------- | ------------ | --------------- |
| Чвертняк Костянтин Андрійович | Сільський голова, 1954 року народження, освіта, безпартійний                    | 26.03.2006   | 31.10.2010      |
| Чвертняк Костянтин Андрійович | Сільський голова, 1954 року народження, освіта середня спеціальна, безпартійний | 31.10.2010   |                 |

Примітка: таблиця складена за даними джерела

## Історія
Створена 1923 року, з назвою Новобогушівська сільська рада, в складі сіл Мошківка (Гута-Мошківка) та Нова Богушівка Ушомирської волості Коростенського повіту Волинської губернії. 8 вересня 1925 року с. Мошківка передане до складу новоствореної Старобогушівської сільської ради Ушомирського (згодом — Коростенський) району. З 1 жовтня 1941 року на обліку числиться хутір Красногірка.
Станом на 1 вересня 1946 року Новобогушівська сільська рада входила до складу Коростенського району Житомирської області, на обліку в раді перебували с. Нова Богушівка та х. Красногірка.
11 серпня 1954 року, внаслідок виконання указу Президії Верховної ради Української РСР «Про укрупнення сільських рад по Житомирській області», до складу ради приєднано с. Стара Богушівка (згодом — Радянське, Вишневе) та х. Гута-Мошківка (згодом — с. Мошківка) ліквідованої Старобогушівської сільської ради Коростенського району. 8 червня 1960 року, відповідно до рішення Житомирського облвиконкому № 592 «Про перейменування деяких сільських рад в області», сільську раду перейменовано на Калинівську.
На 1 січня 1972 року сільська рада входила до складу Коростенського району Житомирської області, на обліку в раді перебували села Калинівка, Красногірка, Мошківка та Радянське.
Ліквідована 27 грудня 2016 року через об'єднання до складу Ушомирської сільської територіальної громади Коростенського району Житомирської області.
Входила до складу Коростенського (Ушомирського) району (7.03.1923 р., 28.02.1940 р.) та Коростенської міської ради (1.06.1935 р.).